# Марієлла Мер
Марієлла Мер (нім. Mariella Mehr; 27 грудня 1947, Цюрих — 5 вересня 2022) — швейцарська письменниця, поетка, журналістка, яка проживала у Тоскані. Народившись у родині Єніш, вона стала жертвою кампанії «Діти вулиці» (орг. Kinder der Landstraße), за якої батьків позбавляли батьківських прав, дітей влаштовували у прийомні сім'ї, дитячі будинки, навіть у психіатричні лікарні та в'язниці. Ці заходи відбувались за згодою швейцарського уряду, який до 1970-х років ХХ століття денаціоналізував цю етнічну меншину. Марієлла Мер починає писати свої твори з 1975 року. Автобіографічний роман «Кам'яний вік» (Steinzeit), опублікований у 1981 році, — це розповідь про трагічне минуле. У 1998 році вона отримала почесний ступінь доктора історико-філософського факультету Базельського університету за діяльність у галузі прав меншин та маргіналізованих груп.

## Романи польською мовою
- Обвинувачений (Angeklagt — 2002, польське видання 2011)